# Ніколаєвка (Кизилжарський район)
Нікола́євка (каз. Николаевка) — село у складі Кизилжарського району Північноказахстанської області Казахстану. Входить до складу Налобинського сільського округу.
Населення — 15 осіб (2021; 18 у 2009, 79 у 1999, 135 у 1989).
Національний склад станом на 1989 рік:
- росіяни — 79 %.